# Opua
Opua – miasto w Nowej Zelandii, na Wyspie Północnej, w regionie Northland.